# Steinkiste von Moltzow
Die Steinkiste von Moltzow war ein Steinkistengrab der jungsteinzeitlichen Trichterbecherkultur bei Moltzow im Landkreis Mecklenburgische Seenplatte (Mecklenburg-Vorpommern). Es wurde 1845 unter Leitung von Albrecht von Maltzahn archäologisch untersucht und später zerstört. Die bei der Grabung gemachten Funde gelangten in die Sammlung des Archäologischen Landesmuseums Mecklenburg-Vorpommern in Schwerin, sind aber nicht mehr erhalten.

## Lage
Die Steinkiste befand sich auf der westlichen Abdachung über dem einstigen an den Gutshof von Moltzow grenzenden Moor. Aus Moltzow sind außerdem mehrere erhaltene und zerstörte Großsteingräber, ein Steinkreis und zahlreiche bronzezeitliche Grabhügel bekannt.

## Beschreibung

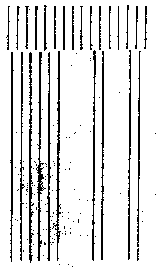
Schematische Darstellung des Dekors der Henkelkanne aus dem Steinkistengrab von Moltzow

Das Grab war auf sandigem Grund errichtet und besaß eine mit einem Steinring umstellte rundliche Hügelschüttung. Darin stand eine kleine, ost-westlich orientierte Grabkammer aus Rotsandsteinplatten. Sie hatte eine Länge von 5 Fuß (ca. 1,5 m) und eine Breite von 3,5 Fuß (ca. 1 m). Die Kammer war mit Sand verfüllt und enthielt kleine Stücke aus Rotsandstein, die vielleicht von der entfernten Deckplatte stammten. Von dem Begräbnis waren nur schlecht erhaltene Reste eines menschlichen Schädels vorhanden. Die einzige gefundene Grabbeigabe war eine Henkelkanne mit großem Bandhenkel, einem kugeligen Unterteil und einem Dekor aus senkrechten Liniengruppen.